# Myiophobus rufescens
El mosquero rojizo o cazamoscas picochato (Myiophobus rufescens), es una especie de ave paseriforme de la familia Tyrannidae perteneciente al género Myiophobus hasta recientemente (2022) considerada una subespecie de Myiophobus fasciatus. Es nativa del litoral árido del Pacífico del oeste de América del Sur.

## Distribución y hábitat
Se distribuye por casi todo el litoral oeste de Perú (hacia sur desde Lambayeque) y en el extremo norte de Chile (oeste de Arica).
Esta especie es considerada bastante común en Perú, pero rara en Chile, en sus hábitats naturales: los arbustales secos altos, pastizales sucios, y bordes de bosques ralos y también secundarios, desde el nivel del mar hasta los 500 m de altitud en Chile.

## Sistemática

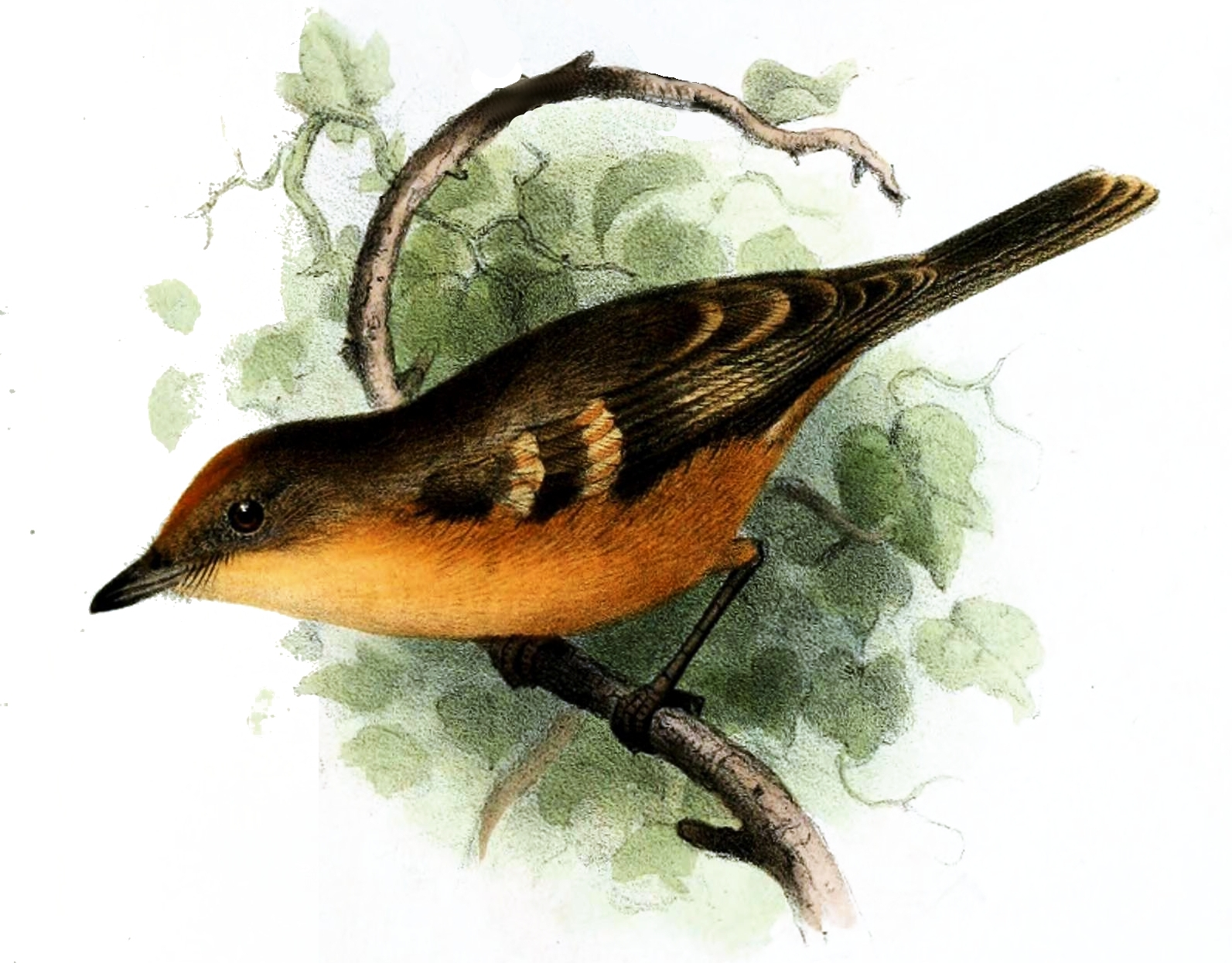
Myiobius nationi = Myiophobus rufescens, ilustración de Joseph Smit en Proceedings of the Zoological Society of London, 1867.

### Descripción original
La especie M. rufescens fue descrita por primera vez por el ornitólogo italiano Tommaso Salvadori en 1864 bajo el nombre científico Myiobius rufescens; la localidad tipo dada es: «Brasil; error = Lima, Perú».

### Etimología
El nombre genérico masculino «Myiophobus» se compone de las palabras del griego «μυια muia, μυιας muias» que significa ‘mosca’, y «φοβος phobos» que significa ‘terror’, ‘miedo’, ‘pánico’; y el nombre de la especie «rufescens», proviene del latín «rufescens, rufescentis» que significa ‘rojizo’.

### Taxonomía
La presente especie, y el mosquero grisáceo (Myiophobus crypterythrus), fueron tradicionalmente tratadas como subespecies del mosquero estriado (Myiophobus fasciatus), pero, como ya fue anticipado por autores anteriores, como Ridgely y Tudor (2009), fueron separadas como especies plenas con base en diferencias de plumaje y de vocalización, lo que fue seguido por las principales clasificaciones y por el Comité de Clasificación de Sudamérica (SACC) en la Propuesta No 963. Es monotípica.
Las principales diferencias apuntadas para justificar la separación son: difiere de M. fasciatus  por el pecho rufo pálido sin estrías y no pardo estriado; la garganta y el vientre color rufo pálido y no beige; por el canto diurno estructuralmente diferente (generalmente con dos aves en dueto asíncrono): un trinado al que aparentemente le falta una larga nota inicial y, en promedio, con mayor número de notas; difiere de M. crypterythrus por su pecho rufo pálido liso y no blanco estriado de gris; la garganta y el viente color rufo pálido y no blanco; las partes superiores color de avena y no gris ratón; y por el canto diurno.